# Віленко
Віленко (пол. Wilenko, нім. Zion) — село в Польщі, у гміні Щанець Свебодзінського повіту Любуського воєводства.
Населення — 124 особи (2011).
У 1975-1998 роках село належало до Зеленогурського воєводства.

## Демографія
Демографічна структура станом на 31 березня 2011 року:
|          | Загалом | Допрацездатний вік | Працездатний вік | Постпрацездатний вік |
| -------- | ------- | ------------------ | ---------------- | -------------------- |
| Чоловіки | 65      | 17                 | 41               | 7                    |
| Жінки    | 59      | 12                 | 34               | 13                   |
| Разом    | 124     | 29                 | 75               | 20                   |